# Trecenta
Trecenta is een gemeente in de Italiaanse provincie Rovigo (regio Veneto) en telt 3098 inwoners (31-12-2004). De oppervlakte bedraagt 35,1 km², de bevolkingsdichtheid is 88 inwoners per km².

## Demografie
Trecenta telt ongeveer 1209 huishoudens. Het aantal inwoners daalde in de periode 1991-2001 met 9,0% volgens cijfers uit de tienjaarlijkse volkstellingen van ISTAT.
| Jaar | Inwoneraantal |
| ---- | ------------- |
| 1991 | 3458          |
| 2001 | 3146          |

## Geografie
De gemeente ligt op ongeveer 11 m boven zeeniveau.
Trecenta grenst aan de volgende gemeenten: Badia Polesine, Bagnolo di Po, Canda, Ceneselli, Giacciano con Baruchella, Salara.